# Mad River (band)
Mad River er en amerikansk gruppe, dannet i slutningen af 1965 som The Mad River Blues Band af fire medicinstuderende ved Antioch College i Yellow Springs, Ohio. Gruppen kom i februar 1967 til San Francisco og blev her stærkt påvirket af den gryende psykedeliske musikscene, bl.a. af Country Joe & The Fish. Gruppen udsendte albummet Mad River i sensommeren 1967. Bandet var da blevet en kvintet bestående af Lawrence Hammond, David Robinson, Rick Bockner, Thomas Manning og Gregory LeRoy Dewey.
Da gruppen i 1969 udgav Paradise Bar And Grill, var det i samarbejde med Jerry Corbitt, der som steel-guitarist og producer tilføjede pladen elementer af countryrock. Pladen blev dog ingen salgmæssig succes, og gruppen opløstes i august 1969.

## Medlemmer
- David Robinson - guitar
- Rick Bockner- guitar, vokal
- Lawrence Hammond - bas, forsanger
- Tom Manning - bas, vokal (April - september 1966 / 6- og 12-strenget guitar - Marts 1967 - December 1968)
- Greg Dewey - trommer , vokal
- Greg Duian - guitar (April - 1966 - marts 1967)

## Diskografi
- Mad River (Capitol Records, ST-2985, 1968)
- Paradise Bar and Grill (Capitol Records, ST-185, 1969) U.S. No. 192[1]

Begge albums er blevet genudgivet af både Edsel og Sundazed Records.